# Il mistero del lago gelato
Il mistero del lago gelato (The Curse of Camp Cold Lake) è il cinquantaseiesimo volume della serie Piccoli brividi dell'autore statunitense R. L. Stine.

## Trama
La dodicenne Sarah Maas si reca, con suo fratello undicenne Aaron, al campeggio "Lago Gelato" specializzato in sport acquatici e attività legate al nuoto. La protagonista però, essendo decisamente timida e introversa, trova molta difficoltà nel fare amicizie e diventa subito la vittima dei dispetti delle sue tre compagne di bungalow: Janis (chiamata Jan), Meg e Briana (una ragazza afroamericana che aveva frequentato il campeggio anche l'anno prima come Meg). Le tre ragazze, infatti, la mettono subito in imbarazzo   
davanti agli altri campeggiatori e Sarah, decisa a vendicarsi, compie uno scherzo ai danni di Meg e Briana e da quel giorno le tre non fanno altro che odiarla. Il giorno dopo, durante un'escursione in canoa, Jan (furiosa con Sarah poiché tutti hanno scoperto per colpa sua che soffre d'asma) abbandona Sarah in mezzo al lago, facendo in modo che le venisse data la colpa dai direttori. A quel punto la protagonista, stufatasi, decide di fingere di affogare per far sì che tutti s'impietosiscano per lei. Sarah a quel punto si lascia andare e affonda nelle profondità scure del lago, lasciando che le ultime riserve d'aria dei suoi polmoni si esauriscano...e si risveglia di colpo, uscendo dall'acqua, notando però qualcosa di strano: fa freddissimo e nevica, gli alberi sono completamente spogli (cosa strana essendo estate) e il campeggio sembra disabitato.
Continuando a vagare per il campo alla ricerca di qualcuno, Sarah sente una voce femminile cantare la canzone del campeggio "Lago Gelato": vede infatti, sugli scalini di un bungalow, una ragazza pallidissima dai capelli chiari e gli occhi azzurri. La ragazza, di nome Della, non fa altro che ripeterle che ha bisogno di una compagna, ignorando completamente le altre domande poste dalla protagonista. Sarah, con orrore, nota che la misteriosa giovane è in realtà un fantasma! Della, sorridente, le dice che ha bisogno di una compagna per poter intraprendere il viaggio verso l'aldilà. Sarah cerca di fuggire e si risveglia nel suo mondo: era finita in uno stato di trance causato dall'affogamento. Tornata nel suo bungalow riesce finalmente a fare pace con Jan, Meg e Briana, le quali diventano sue care amiche, ma da quel giorno l'esperienza nel campeggio per Sarah si tramuterà in un incubo. Infatti la ragazza non fa altro che vedere Della ovunque, la quale, con un sorriso inquietante, continua a ripeterle che ha bisogno di una compagna.
Quando poi Della cerca di uccidere Sarah investendola con un motoscafo, la ragazza, stufatasi, decide di fuggire nel bosco il giorno successivo ma si ritrova davanti ancora una volta il fantasma che, con un sorriso beffardo, le confessa tutta la verità: ella non aveva mai detto di essere morta affogata nel lago (come invece Sarah credeva) bensì per il morso velenoso di un serpente, di cui il bosco è pieno, dopo essere scappata anch'ella dal campeggio (come aveva fatto la protagonista); il suo piano era quello di allontanare Sarah dal lago per far sì che finisse nel bosco, in modo tale da morire com'era morta lei tanto tempo addietro, visto che in esso era quasi impossibile uscirne senza venire morsi da serpenti velenosi. Infatti, un minaccioso serpente si è attorcigliato alla caviglia di Sarah e sta per morderla, sotto lo sguardo trionfante di Della, fino a che non viene salvata da Briana, che rivela a Sarah che il fantasma aveva perseguitato anche lei l'anno prima, chiedendole di essere la sua compagna. Della, furibonda, scompare nel nulla, ma quando Sarah crede ormai di essere al sicuro e che tutto sia passato fa per abbracciare Briana e nota che è incorporea: è un fantasma. Le confessa di essere stata uccisa da Della l'estate scorsa, ma non aveva avuto alcuna intenzione di essere sua amica; librandosi poi sopra Sarah, Briana le si avvicina, con un serpente soffiante in una mano, dicendole che saranno compagne per sempre.

## Personaggi
- Sarah Maas: la protagonista del racconto, una ragazza paurosa e insicura che viene iscritta dai genitori al campeggio "Lago Gelato" nella speranza di fare nuove amicizie. Si dimostra da subito molto imbranata e pasticciona.
- Aaron Maas: il fratello di Sarah che, a differenza della sorella, è felicissimo di trascorrere le vacanze estive nel campeggio.
- Della River: il fantasma di una giovane ragazza morta tempo addietro nel boschetto del campeggio. Perseguita Sarah per costringerla a diventare sua amica, cercando in ogni modo di ucciderla.
- Janis: chiamata Jan, è una ragazza bionda e atletica che condivide il bungalow con Sarah. Soffre d'asma e, quando tutti lo scoprono per colpa di Sarah, deciderà di vendicarsi.
- Meg: una ragazza grassoccia che condivide il bungalow con Sarah.
- Briana: una ragazza afroamericana amica di Meg, anch'ella condivide il bungalow con Sarah. Solo nel finale si scopre essere un fantasma, poiché era stata uccisa da Della l'estate precedente, e il suo interesse (seppur fittizio) è quello di uccidere Sarah per far sì che diventi sua amica. Nel racconto sono ignote le cause della sua morte (presumibilmente la stessa per cui è morta Della) e non vi è spiegazione di come gli istruttori e soprattutto i ragazzi possano vederla nonostante sia un fantasma (e dunque incorporea).
- Litz: una delle istruttrici del campeggio "Lago Gelato", molto rigorosa in fatto di sicurezza.
- Richard: uno dei principali istruttori del campeggio "Lago Gelato".

## Edizioni
- R. L. Stine, Il mistero del lago gelato, traduzione di Cristina Scalabrini, collana Piccoli brividi, Arnoldo Mondadori Editore, 1999,  p. 144, ISBN 88-04-46676-6.